# Rondón, Boyacá
Rondón là một thị xã và đô thị thuộc Boyacá Department, Colombia, thuộc phân vùng Márquez.